# Sebastiano Mazzoni

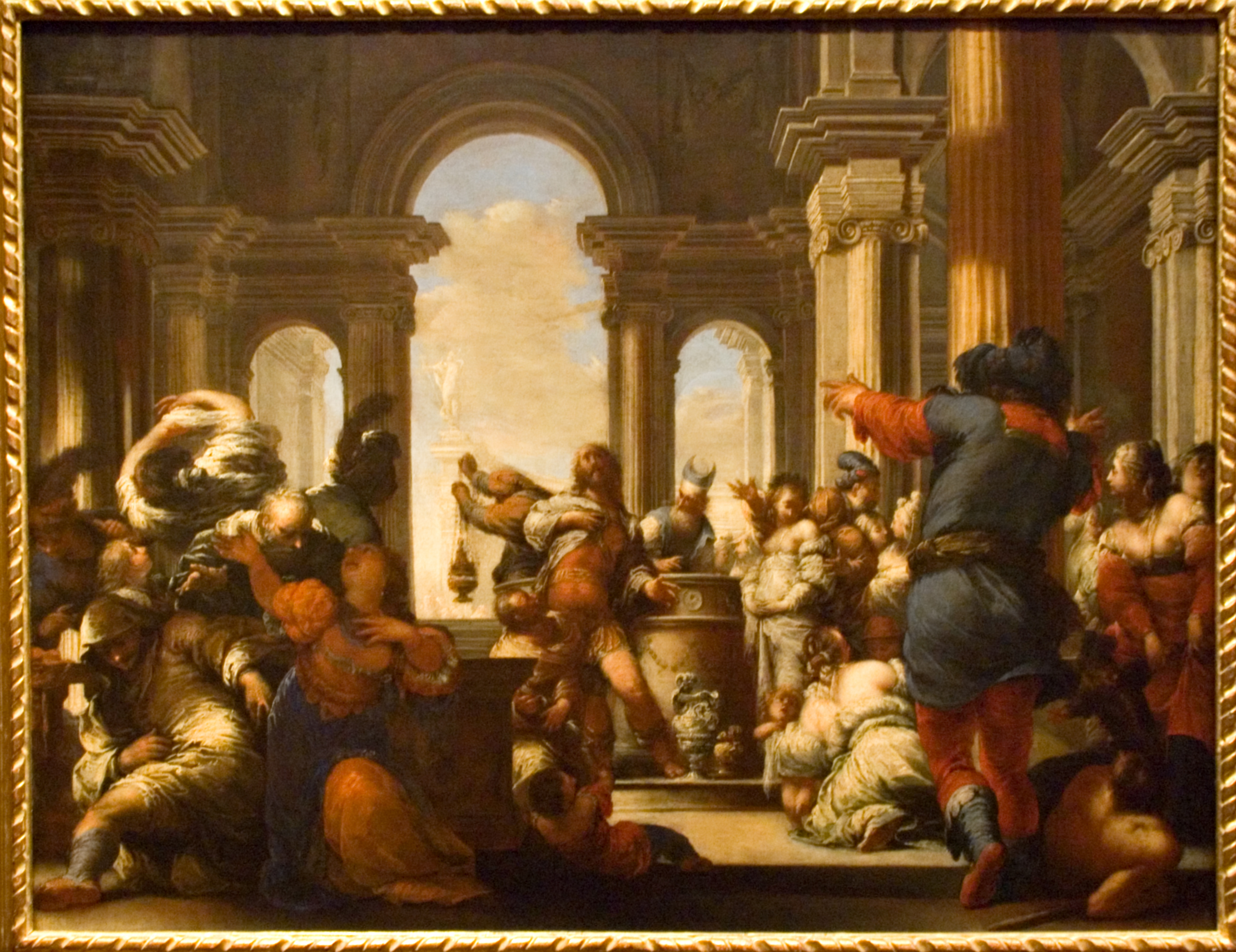
Sebastiano Mazzoni,Jefte składający swą córkę w ofierze,1650.

Sebastiano Mazzoni (ur. 1611 we Florencji, zm. 1678) − włoski malarz barokowy, działający głównie w Wenecji. Jeden z najbardziej płodnych artystów weneckich okresu baroku.

## Życiorys
W latach 1632–1633 szkolił się w pracowni Baccia del Bianco. W 1648 roku przybył do Wenecji. Na styl jego twórczości silnie oddziałały dzieła Bernarda Strozziego. Tworzył obrazy o stosunkowo oryginalnej i finezyjnej kompozycji (Zwiastowanie, 1650, Gallerie dell’Accademia w Wenecji). Do najwybitniejszych uczniów Mazzoniego należeli Sebastiano Ricci, Andrea Celesti oraz Fra Galgario Ghislandi.